# 那須塩原市立高林小学校
那須塩原市立高林小学校（なすしおばらしりつ たかばやししょうがっこう）は、栃木県那須塩原市高林にある公立小学校。

## 沿革

### 年表
高林小学校（旧）
- 1874年4月20日 - 那須塩原市高林の高林寺を校舎に、明道学舎として開校。
- 1887年4月1日 - 高林尋常小学校と改称。
- 1892年4月1日 - 高林尋常小学南校と改称。
- 1922年4月 - 高等科設置により高林尋常高等小学南校と改称。
- 1934年12月3日 - 私立青木小学校を廃止および公立に移管し、分教場（青木分教場）となる。
- 1941年4月1日 - 国民学校令により高林村南国民学校・青木分教場と改称。
- 1947年4月1日 - 学制改革により高林村立高林小学校・青木分校と改称。
- 1948年3月31日 - 青木分校の独立、高林村立青木小学校として分離。
- 1955年1月1日 - 町村合併により黒磯町立高林小学校と改称。
- 1968年3月14日 - 校歌制定
- 1970年11月1日 - 市制施行により黒磯市立高林小学校と改称。
- 1993年10月3日 - 校旗樹立
- 2002年4月1日 - 黒磯市立鴫内小学校と統合。
- 2003年3月6日 - 新校舎完成、落成式挙行
- 2005年1月1日 - 市町村合併により那須塩原市立高林小学校と改称。
- 2012年4月 - 小規模特認校に指定[1]。
- 2013年2月18日 - 新体育館完成、落成式挙行

高林小学校（新）
- 2014年4月1日 - 高林小学校（旧）と穴沢小学校、戸田小学校と統合し、那須塩原市立高林小学校（新）となる[1]。

## 教育方針
- 教育目標
  - やさしく - 豊かな心の育成
  - かしこく - 確かな学力の育成
  - たくましく - 健やかな体と社会力の育成

## 通学区域
通学区域は以下の通りである。
那須塩原市
- 高林
- 下の内
- 箕輪
- 洞島
- 川原向

- 柏林
- 箭坪
- 木綿畑本田
- 木綿畑新田
- 湯宮

- 鴫内
- 百村新田
- 百村本田
- 穴沢
- 油井

- 板室
- 西岩崎
- 塩沢
- 笹野曽里
- 戸田

## 交通
- JR東北本線（宇都宮線）那須塩原駅より約9.7km